# 第78回国際連合総会
第78回国際連合総会（だい78かいこくさいれんごうそうかい、英語：Seventy-eighth session of the United Nations General Assembly）は、2023年9月5日から開かれていた国際連合総会の通常会期である。

## 議長と副議長

### 議長
2023年6月1日、ラテンアメリカ・カリブ海グループからトリニダード・トバゴのデニス・フランシス国連大使が、第78回国際連合総会議長に選出された。 

### 副議長
第78回国際連合総会では、以下の国が副議長となった。
安保理の常任理事国：5か国
- 中華人民共和国
- フランス
- ロシア
- イギリス
- アメリカ合衆国

常任理事国以外の国：16か国
- アフリカグループ (6か国)  -  コンゴ共和国、 ガンビア、 モロッコ、 セネガル、 ウガンダ、 コンゴ共和国、 ザンビア
- アジア太平洋グループ (5か国) -  イラン、 マレーシア、 シンガポール、 スリランカ、 ウズベキスタン
- 東ヨーロッパグループ (1か国) -  エストニア
- ラテンアメリカ・カリブ海グループ (2か国) -  ボリビア、 スリナム
- 西ヨーロッパ・その他グループ (2か国) -  アイスランド、 オランダ

## 主要委員会
第78回国際連合総会における各主要委員会の委員長には、以下のメンバーが選ばれた。
| 名前                                   | 国               | 役職     |
| -------------------------------------- | ---------------- | -------- |
| Ambassador Rytis Paulauskas            | リトアニア       | 委員長   |
| Yaseen Lagardien                       | 南アフリカ共和国 | 副委員長 |
| Matías Andrés Eustathiou de los Santos | 南アフリカ共和国 | 副委員長 |
| Christine Nam                          | ウルグアイ       | 副委員長 |
| Heidar Ali Balouji                     | イラン           | 報告者   |

| 名前                     | 国         | 役職     |
| ------------------------ | ---------- | -------- |
| Excellency Carlos Amorin | ウルグアイ | 委員長   |
| Jeswuni Abudu-Birresborn | ガーナ     | 副委員長 |
| Diego Antonino Cimino    | イタリア   | 副委員長 |
| Nichamon May Hsieh       | タイ       | 副委員長 |
| Ivaylo Gatev             | ブルガリア | 報告者   |

| 名前                          | 国             | 役職     |
| ----------------------------- | -------------- | -------- |
| Alexander Marschik            | オーストリア   | 委員長   |
| Nelly Banaken Elel            | カメルーン     | 副委員長 |
| Mosammat Shahanara Monica     | バングラデシュ | 副委員長 |
| Tomáš Grünwald                | スロバキア     | 副委員長 |
| Robert Alexander Poveda Brito | ベネズエラ     | 報告者   |

| 名前                            | 国               | 役職     |
| ------------------------------- | ---------------- | -------- |
| Mathu Joyini                    | 南アフリカ共和国 | 委員長   |
| Patryk Jakub Woszczek           | ポーランド       | 副委員長 |
| Joaquín Alberto Pérez Ayestarán | ベネズエラ       | 副委員長 |
| Sara Rendtorff-Smith            | デンマーク       | 副委員長 |
| Mariska Dwianti Dhanutirto      | インドネシア     | 報告者   |

| 名前                              | 国           | 役職     |
| --------------------------------- | ------------ | -------- |
| Osama Mahmoud Abdelkhalek Mahmoud | エジプト     | 委員長   |
| Mohammed Khalifa H Alnasr         | カタール     | 副委員長 |
| Amalia Irina Pufulescu            | ルーマニア   | 副委員長 |
| Kimberly K. Louis                 | セントルシア | 副委員長 |
| María Reyes Fernández             | スペイン     | 報告者   |

| 名前                   | 国         | 役職     |
| ---------------------- | ---------- | -------- |
| Suriya Chindawongse    | タイ       | 委員長   |
| Alis Lungu             | ルーマニア | 副委員長 |
| Jhon Guerra Sansonetti | ベネズエラ | 副委員長 |
| Enrico Milano          | イタリア   | 副委員長 |
| Moussa Mohamed Moussa  | ジブチ     | 報告者   |

## 一般討論演説
各加盟国の首脳級による一般討論演説が、9月19日から9月26日の日程で行われた。

### 9月19日

#### 午前
- 国際連合　アントニオ・グテーレス事務総長
- 国際連合　デニス・フランシス（英語版）国際連合総会議長
- ブラジル　ルイス・イナシオ・ルーラ・ダ・シルヴァ大統領
- アメリカ合衆国　ジョー・バイデン大統領
- コロンビア　グスタボ・ペトロ大統領
- ヨルダン　アブドゥッラー2世国王
- ポーランド　アンジェイ・ドゥダ大統領
- キューバ　ミゲル・ディアス＝カネル大統領
- トルコ　レジェップ・タイイップ・エルドアン大統領
- ポルトガル　マルセロ・レベロ・デ・ソウザ大統領
- カタール　タミーム・ビン・ハマド・アール＝サーニー首長
- 南アフリカ共和国　シリル・ラマポーザ大統領
- トルクメニスタン　セルダル・ベルディムハメドフ大統領
- ウクライナ　ウォロディミル・ゼレンスキー大統領
- グアテマラ　アレハンドロ・ジャマテイ大統領
- ハンガリー　ノヴァーク・カタリン大統領
- スイス　アラン・ベルセ大統領
- スロベニア　ナターシャ・ピルツ・ムサール大統領
- ウズベキスタン　シャフカト・ミルジヨエフ大統領

#### 午後
- ボリビア　ルイス・アルセ大統領
- カザフスタン　カシムジョマルト・トカエフ大統領
- イラン　エブラーヒーム・ライースィー大統領
- アルジェリア　アブデルマジド・テブン大統領
- アルゼンチン　アルベルト・フェルナンデス大統領
- エルサルバドル　ナジブ・ブケレ大統領
- キルギス　サディル・ジャパロフ大統領
- パラグアイ　サンティアゴ・ペニャ大統領
- ペルー　ディナ・ボルアルテ大統領
- モザンビーク　ディナ・ボルアルテ大統領
- パナマ　ラウレンティノ・コルティソ大統領
- ナイジェリア　ボラ・ティヌブ大統領
- ウルグアイ　ルイス・ラカジェ・ポー大統領
- チェコ　ペトル・パヴェル大統領
- パラオ　スランゲル・ウィップス・ジュニア大統領
- セネガル　マッキー・サル大統領
- ドイツ　オラフ・ショルツ首相
- 日本　岸田文雄首相

### 9月20日

#### 午前
- セーシェル　ワベル・ラムカラワン大統領
- ルワンダ　ポール・カガメ大統領
- キプロス　ニコス・フリストドゥリディス大統領
- ナミビア　ハーゲ・ガインゴブ大統領
- ルーマニア　クラウス・ヨハニス大統領
- スリナム　チャン・サントクヒ大統領
- ボスニア・ヘルツェゴビナ　ジェリコ・コムシッチ大統領
- ガーナ　ナナ・アクフォ＝アド大統領
- リトアニア　ギタナス・ナウセダ大統領
- エクアドル　ギジェルモ・ラソ大統領
- スロバキア　ズザナ・チャプトヴァー大統領
- フィンランド　サウリ・ニーニスト大統領
- ブルガリア　ルメン・ラデフ大統領
- ガイアナ　イルファーン・アリ大統領
- クロアチア　ゾラン・ミラノヴィッチ大統領
- アンゴラ　ジョアン・ロウレンソ大統領
- ラトビア　エドガルス・リンケービッチ大統領
- 大韓民国　尹錫悦大統領
- タジキスタン　エモマリ・ラフモン大統領
- ホンジュラス　シオマラ・カストロ大統領

#### 午後
- エストニア　アラル・カリス大統領
- コモロ　アザリ・アスマニ大統領
- ドミニカ共和国　ルイス・アビナデル大統領
- モルドバ　マイア・サンドゥ大統領
- シエラレオネ　ジュリウス・マーダ・ビオ大統領
- モナコ　アルベール2世大公
- チリ　ガブリエル・ボリッチ大統領
- モンゴル　ウフナーギーン・フレルスフ大統領
- モーリタニア　モハメド・ウルド・ガズワニ大統領
- リベリア　ジョージ・ウェア大統領
- コンゴ民主共和国　フェリックス・チセケディ大統領
- エスワティニ　ムスワティ3世国王
- マーシャル諸島　デービッド・カブア大統領
- ボツワナ　モクウィツィ・マシシ大統領
- イタリア　ジョルジャ・メローニ閣僚評議会議長
- スペイン　ペドロ・サンチェス首相
- サントメ・プリンシペ　パトリセ・トロボアダ首相
- ベルギー　アレクサンダー・デ・クロー首相
- レバノン　ナジーブ・ミーカーティー閣僚評議会議長
- リビア　ファタラ・エルズニ青年大臣[注 1]

### 9月21日

#### 午前
- イエメン　ラシャード・アル＝アリーミー大統領指導評議会議長
- 中央アフリカ共和国　フォースタン＝アルシャンジュ・トゥアデラ大統領
- マラウイ　ラツルス・チャクウェラ大統領
- キリバス　タネティ・マアマウ大統領
- ジンバブエ　エマーソン・ムナンガグワ大統領
- 東ティモール　ジョゼ・ラモス＝ホルタ大統領
- 南スーダン　サルバ・キール・マヤルディ大統領
- ギニア　ママディ・ドゥンブヤ大統領
- ブルンジ　エヴァリステ・ヌダイシミエ大統領
- セルビア　アレクサンダル・ヴチッチ大統領
- ドミニカ国　チャールズ・サバリン大統領
- スリランカ　ラニル・ウィクラマシンハ大統領
- コンゴ共和国　ドニ・サスヌゲソ大統領
- ケニア　ウィリアム・ルト大統領
- ミクロネシア連邦　ウェスリー・シミナ大統領
- モンテネグロ　ヤコフ・ミラトビッチ大統領
- パレスチナ　マフムード・アッバース大統領
- 欧州連合　シャルル・ミシェル大統領

#### 午後
- ナウル　ラス・クン大統領
- ギニアビサウ　ウマロ・シソコ・エンバロ大統領
- アルバニア　バイラム・ベガイ大統領
- スーダン　アブドゥルファッターハ・アブドッラフマーン・ブルハーン大統領
- 中華人民共和国　韓正国家副主席
- コートジボワール　ティエモコ・メイリエット・コネ（英語版）副大統領（英語版）
- ウガンダ　ジェシカ・アルポ（英語版）副大統領（英語版）
- ガンビア　ムハンマド・B・S・ジャロー（英語版）副大統領（英語版）
- 赤道ギニア　テオドロ・ンゲマ・オビアン・マンゲ（英語版）副大統領（英語版）
- タンザニア　フィリップ・ムパンゴ（英語版）副大統領（英語版）
- トリニダード・トバゴ　キース・ローリー首相
- ギリシャ　キリアコス・ミツォタキス首相
- ネパール　プラチャンダ内閣議長
- クウェート　アフマド・ナワーフ・アル＝アフマド・アッ＝サバーハ首相
- フランス　カトリーヌ・コロナ外務大臣
- オーストリア　アレクサンダー・シャレンベルク欧州・国際問題担当連邦大臣（英語版）
- チャド　マハマト・サーレハ・アナディフ（英語版）外務大臣（英語版）
- トーゴ　ロベール・デュセ（英語版）外務・協力・アフリカ統合大臣（英語版）
- デンマーク　ラース・ロッケ・ラスムセン外務大臣（英語版）
- リヒテンシュタイン　ドミニク・ハスラー（英語版）外務大臣兼教育・文化大臣（ドイツ語版）

### 9月22日

#### 午前
- 北マケドニア　ステボ・ペンダロフスキ大統領
- イスラエル　ベンヤミン・ネタニヤフ首相
- モーリシャス　プラビンド・ジュグノート首相
- マレーシア　アンワル・イブラヒム首相
- マルタ　ロベルト・アベラ首相
- オランダ　マルク・ルッテ首相
- パキスタン　アンワル・ウル・ハク・カカール（英語版）首相
- バルバドス　ミア・モトリー首相
- タイ　セター・タウィーシン首相
- アンドラ　シャビエル・エスポット首相
- セントルシア　フィリップ・ピエール首相
- フィジー　シティベニ・ランブカ首相
- ルクセンブルク　グザヴィエ・ベッテル首相
- バングラデシュ　シェイク・ハシナ首相
- イラク　ムハンマド・シヤーア・スーダーニー首相
- アンティグア・バーブーダ　ガストン・ブラウン首相
- ガボン　レイモンド・ヌドング・シマ（英語版）首相

#### 午後
- ベトナム　ファム・ミン・チン首相
- ソロモン諸島　マナセ・ソガバレ首相
- レソト　サム・マテカネ首相
- カンボジア　フン・マネット首相
- ジョージア　イラクリ・ガリバシヴィリ首相
- アイルランド　レオ・バラッカー首相
- グレナダ　ディコン・ミッチェル首相
- ツバル　カウセア・ナタノ首相
- ハイチ　アリエル・アンリ首相
- トンガ　シャオシ・ソヴァレニ首相
- イギリス　オリバー・ダウデン（英語版）副首相
- シンガポール　ラース・ロッケ・ラスムセン外務大臣
- デンマーク　ラース・ロッケ・ラスムセン外務大臣（英語版）
- オーストラリア　ペニー・ウォン外務大臣（英語版）
- バーレーン　アブドゥッラティーフ・ビン・ラーシド・アッ＝ザイヤーニー（英語版）外務大臣
- バハマ　フレデリック・ミッチェル（英語版）外務・移民大臣（英語版）
- スウェーデン　トビアス・ビルストロム（英語版）外務大臣（英語版）
- コスタリカ　アルノルド・アンドレ（英語版）外務・宗務大臣（英語版）

### 9月23日

#### 午前
- セントビンセント・グレナディーン　ラルフ・ゴンサルヴェス首相
- サモア　フィアメ・ナオミ・マタアファ首相
- セントクリストファー・ネイビス　テランス・ドリュー首相
- カーボベルデ　ユリス・コレイア・エ・シルバ首相
- ソマリア　ハムザ・アブディ・バーレ首相
- ラオス　サルムサイ・コンマシット（英語版）国家副主席兼外務大臣
- エチオピア　タゲセ・チャフォ（英語版）人民院（下院）議長（英語版）
- パプアニューギニア　ジョン・ロッソ（英語版）副首相
- アゼルバイジャン　ジェイフン・バイラモフ（英語版）外務大臣（英語版）
- ロシア　セルゲイ・ラヴロフ外務大臣
- インドネシア　ルトノ・マルスディ外務大臣
- メキシコ　アリシア・バルセナ（英語版）外務大臣（英語版）
- フィリピン　エンリケ・マナロ（英語版）外務大臣（英語版）
- ニュージーランド　ナナイア・マフタ（英語版）外務大臣（英語版）
- バーレーン　アブドゥッラティーフ・ビン・ラーシド・アッ＝ザイヤーニー（英語版）外務大臣
- チュニジア　フレデリック・ミッチェル（フランス語版）外務・移民大臣
- アイスランド　ソルディス・コルブルン・レイクフィヨルズル・ギルファドッティル（英語版）外務大臣（英語版）
- エジプト　サーメハ・シュクリー（英語版）外務大臣（英語版）

#### 午後
- サウジアラビア　ファイサル・ビン・ファルハーン・アール・サウード（英語版）外務大臣（アラビア語版）
- ジブチ　マハムード・アリ・ユースフ（英語版）外務大臣（英語版）
- ベラルーシ　セルゲイ・アレイニク（英語版）外務大臣
- オマーン　サイイド・バドル・ビン・ハマド・ビン・ハムード・アルブーサイーディー（英語版）外務大臣
- ベリーズ　イーモン・コートネイ（英語版）外務大臣（英語版）
- エリトリア　オスマン・サレー・モハメド（英語版）外務大臣
- アルメニア　アララット・ミルゾヤン（英語版）外務大臣（英語版）
- ブルキナファソ　オリビア・ルアンバ（英語版）外務・協力・在外ブルキナファソ人大臣（英語版）
- ブルネイ　エルワン・ユソフ（英語版）第二外務貿易大臣
- ニュージーランド　ナナイア・マフタ（英語版）外務大臣（英語版）
- ベネズエラ　イバン・ヒル（スペイン語版）外務大臣（英語版）
- ノルウェー　アン・ビーテ・トヴィンネライム（英語版）国際開発大臣（英語版）
- マリ　アブドゥライ・ディオプ（英語版）外務・開発大臣（英語版）
- アラブ首長国連邦　リーム・アル・ハシミー（英語版）国際協力大臣

### 9月26日

#### 午前
- インド　スブラマニヤム・ジャイシャンカル外務大臣
- ジャマイカ　カミーナ・ジョンソン＝スミス（英語版）外務貿易大臣（英語版）
- ブータン　タンディ・ドルジ（英語版）外務大臣（英語版）
- カメルーン　ルジューヌ・ンベラ・ンベラ（フランス語版）外務大臣（フランス語版）
- バチカン市国（聖座）[注 2]　ポール・リチャード・ギャラガー（英語版）国務省（英語版）外務担当長官（英語版）
- シリア　ファイサル・ミクダード（英語版）外務大臣（英語版）
- モルディブ　アハメド・カリール外務担当国務大臣
- ニカラグア　デニス・モンカダ（スペイン語版）外務大臣
- 朝鮮民主主義人民共和国　ソン・キム国連大使
- ベナン　マルク・エルマンヌ・G・アラバ国連大使
- サンマリノ　ダミアーノ・ベレッフィ国連大使
- カナダ　ボブ・レイ（英語版）国連大使
- バヌアツ　スタンレー・カクボ（英語版）国連大使
- モロッコ　オマル・ヒラール（英語版）国連大使
- 国際連合　デニス・フランシス（英語版）国際連合総会議長

## 決議
第78回国際連合総会では以下の決議案が審議された。
| 決議番号 | 日付 | 本会議・各委員会 | 議題項目 | 投票（賛成/反対/棄権） | 可否 | テーマ |
| -------- | ---- | ---------------- | -------- | ---------------------- | ---- | ------ |